# Szubotáj
Szubotáj vagy más átírásokban Szübötej, Szübetej vagy Szubutáj Behadir (mongolul Сүбээдэй, Sübeedei vagy Сүбэдэй баатар; klasszikus mongol nyelven Sübügätäi vagy Sübü'ätäi; 1176 –1248) a Mongol Birodalmat megalapító Dzsingisz kánnak és utódjának, Ögödejnek az egyik legeredményesebb hadvezére volt.
Több mint húsz hadjáratot vezetett, amelyek során nagyobb területet hódított meg, mint bármely más hadvezér a történelem során. Hadvezetői képességeit a találékonyság és a kiváló stratégiai képességek jellemezték. Könnyedén hangolta össze egymástól akár több száz kilométerre lévő seregek mozgatását is. 1241-ben ő volt annak a haditervnek a kidolgozója, amelynek végrehajtása során egymástól több mint ezer kilométerre lévő mongol csapatok a tatárjárás során két napon belül megsemmisítették Lengyelország (április 9.) és Magyarország (április 11.) haderejének jelentős részét. Ritkán szenvedett vereséget.
1160 és 1170 közt született, valószínűleg az Onon folyó (mai Mongólia) felső folyásától nyugatra. A mongolok által uriankhai néven emlegetett „erdei emberek” valamelyik törzséhez tartozott. Családja több nemzedéken keresztül összefonódott Dzsingisz kán családjával. (De nem voltak magas rangúak, bár Szubotáj apja, Kaban kovács volt, ami nagyon megbecsült mesterségnek számított.) Bátyja, Jelme is a mongol hadsereg hadvezére volt.
Apja 17 évesen adta Dzsingisz szolgálatába. Egy évtizeden belül a magas rangú katonai vezetők közé emelkedett, a főhad előtt járó négy portyázó egységet vezette. Első feljegyzett haditette Huan meglepetésszerű megtámadása és elfoglalása volt 1212-ben.
Sorsa példázza, hogy a Mongol Birodalomban a rangokat érdemek alapján adományozták. A nem a kán rokonai közé tartozó vezetők közt ő emelkedett a legmagasabbra. Dzsingisz „harci kutyái” egyikének nevezte.